# 萨拉·贝里林德
萨拉·贝里林德（瑞典語：Sarah Berglind，1996年2月10日—），瑞典女子冰球运动员，场上位置是守门员。她曾代表瑞典国家队参加2018年冬季奥林匹克运动会冰球比赛，获得第七名。